# 1973 w literaturze
Wydarzenia literackie w 1973 roku.

## Nowe książki (proza beletrystyczna i literatura faktu)
- polskie
  - Halina Auderska – Ptasi gościniec
  - Stanisław Lem – Wielkość urojona
  - Marek Nowakowski – Śmierć żółwia (Czytelnik)
  - Kazimierz Orłoś – Cudowna melina (Instytut Literacki)
  - Edward Redliński – Konopielka
  - Jan Twardowski – Zeszyt w kratkę
  - Lucjan Wolanowski – Westchnienie za Lapu-Lapu. Reporter na najdalszym Dalekim Wschodzie

- tłumaczenia
  - Aleksandr Sołżenicyn – Oddział chorych na raka, przeł. Józef Łobodowski (Paryż)

- zagraniczne
  - Agatha Christie – Tajemnica Wawrzynów (Postern of Fate)
  - Shūsaku Endō
    - Sikai no Hotori
    - Iesu no Shogai
    - Kirisuto no Tanjo

  - James Herriot – Nie budźcie zmęczonego weterynarza (Let Sleeping Vets Lie)
  - Bohumil Hrabal – Czuły barbarzyńca (Něžný barbař)
  - Wieniedikt Jerofiejew – Moskwa – Pietuszki (Москва – Петушки)
  - Mario Vargas Llosa – Pantaleon i wizytantki (Pantaleón y las visitadoras)
  - Amos Oz – Dotknij wiatru, dotknij wody (La-ga’at ba-majim, la-ga’at ba-ruach)
  - Thomas Pynchon – Tęcza grawitacji (Gravity's Rainbow)
  - Jaroslav Seifert – Kolumna morowa (Morový sloup, samizdat)
  - Aleksandr Sołżenicyn – Archipelag GUŁag (Архипелаг ГУЛАГ)
  - Gore Vidal – Burr

## Wywiady
- polskie
  - Krzysztof Kąkolewski, Melchior Wańkowicz – Wańkowicz krzepi (Czytelnik)[1]
- wydania polskie tytułów zagranicznych

## Dzienniki
- polskie

## Nowe eseje, szkice i felietony
- polskie
- zagraniczne
- polskie edycje autorów zagranicznych

## Nowe dramaty
- polskie
  - Sławomir Mrożek – Rzeźnia
  - Wiesław Myśliwski – Złodziej (Dialog) nr 7 s. 5–34
  - Marek Nowakowski
    - Wrotek (współautor Jarosław Abramow-Newerly) (Dialog) nr 1 s. 5–14
    - Ratusz (monolog telewizyjny) (Dialog) nr 3 s. 53–61

## Nowe poezje
- polskie
  - Stanisław Barańczak – Dziennik poranny
  - Jerzy Hordyński – Egzorcyzmy
  - Tymoteusz Karpowicz – Odwrócone światło
  - Jarosław Marek Rymkiewicz – Co to jest drozd
  - Rafał Wojaczek
    - Którego nie było
    - Nie skończona krucjata
- zagraniczne
  - Lawrence Ferlinghetti – Open Eye, Open Heart
  - Allen Ginsberg – The Fall of America
  - Roy Fuller – Tiny Tears[2]
  - Lawrence Durrell – Vega[2]

## Nowe prace naukowe
- polskie
  - Jan Drzeżdżon – Piętno Smętka
  - Czesław Hernas – Barok

## Urodzili się
- 7 stycznia – Natalia Belczenko, ukraińska poetka, autorka książek dla dzieci
- 28 stycznia – Carrie Vaughn, amerykańska pisarka
- 8 lutego – Peter V. Brett, amerykański pisarz fantasy
- 21 lutego – Marjana Sawka, ukraińska poetka, twórczyni literatury dla dzieci
- 24 lutego – Rainbow Rowell, amerykańska pisarka dla młodzieży
- 20 kwietnia – Julie Powell, amerykańska pisarka, (zm. 2022)
- 30 kwietnia – Naomi Novik, amerykańska pisarka fantasy
- 20 maja – Natalia Śniadanko, ukraińska poetka, pisarka, dziennikarka, tłumaczka
- 6 czerwca – Patrick Rothfuss, amerykański autor fantasy
- 27 lipca – Cassandra Clare, amerykańska autorka fantasy
- 30 sierpnia – Nina George, niemiecka pisarka i dziennikarka
- 28 września – Cornelius Hartz, niemiecki filolog klasyczny, pisarz, scenarzysta i tłumacz
- 12 listopada – Jay Kristoff, australijski pisarz fantastyki
- 17 listopada – Marianna Kijanowska, ukraińska poetka i tłumaczka
- 5 grudnia – Lotta Olsson, szwedzka poetka i pisarka
- 7 grudnia – Kelly Barnhill, amerykańska autorka fantasy i science fiction
- 24 grudnia – Stephenie Meyer, amerykańska pisarka
- Mariana Enríquez, argentyńska pisarka i dziennikarka tworząca w nurcie literatury grozy
- Ito Ogawa, japońska powieściopisarka i eseistka

## Zmarli
- 22 lutego
  - Elizabeth Bowen, irlandzka pisarka (ur. 1899)[3]
  - Brigitte Reimann, niemiecka pisarka (ur. 1933)
- 3 marca – Wiera Panowa, radziecka pisarka (ur. 1905)
- 6 marca – Pearl S. Buck, amerykańska powieściopisarka i nowelistka, noblistka (ur. 1892)
- 27 marca – Timo Mukka, fiński pisarz, nowelista, poeta (ur. 1944)
- 31 marca – Ota Pavel, czeski pisarz i dziennikarz sportowy (ur. 1930)
- 21 kwietnia – Kemal Tahir, turecki pisarz i dziennikarz (ur. 1910)
- 30 kwietnia – Maria Pruszkowska, polska pisarka (ur. 1910)
- 4 maja – Jane Bowles, amerykańska dramatopisarka i powieściopisarka (ur. 1917)
- 11 maja – Bohdan Arct, polski pisarz i pilot (ur. 1914)
- 30 czerwca – Nancy Mitford, angielska powieściopisarka i biografka (ur. 1904)
- 7 lipca – Christine Lavant, austriacka pisarka (ur. 1915)
- 24 lipca – Adolf Hoffmeister, czeski malarz, scenograf, pisarz, dramaturg, tłumacz, dziennikarz, historyk i krytyk sztuki (ur. 1902)
- 29 lipca – Henri Charrière, francuski pisarz (ur. 1906)
- 17 sierpnia – Conrad Aiken, amerykański pisarz, poeta i krytyk literacki (ur. 1889)
- 2 września – J.R.R. Tolkien, brytyjski pisarz fantasy (ur. 1892)
- 23 września – Pablo Neruda, chilijski poeta (ur. 1904)
- 29 września – W.H. Auden, angielski pisarz i poeta (ur. 1907)
- 17 października – Ingeborg Bachmann, austriacka eseistka i poetka (ur. 1926)
- 23 października – Halina Waszkis, polska literaturoznawczyni (ur. 1931)
- 6 listopada – Valentín Beniak, słowacki poeta i tłumacz (ur. 1894)
- 13 listopada – B.S. Johnson, angielski pisarz i poeta (ur. 1933)
- 2 grudnia – Andrzej Skupień Florek, polski poeta (ur. 1902)
- Gina Szwarc, polska pisarka żydowskiego pochodzenia (ur. 1895)

## Nagrody
- Nagroda Kościelskich – Tomasz Burek, Janusz A. Ihnatowicz, Ewa Lipska, Alicja Lisiecka
- Nagroda Nobla – Patrick White
- Złoty Wieniec Strużańskich wieczorów poezji – Eugenio Montale